# Плей-оф Ліги Європи УЄФА 2022—2023
Плей-оф Ліги Європи УЄФА 2022—2023 розпочалися 16 лютого зі стикових матчів та завершився 31 травня 2023 фіналом на «Пушкаш-Арені» у Будапешті (Угорщина), де і буде визначено переможця Ліги Європи 2022—23. У плей-оф змагаються 16 команд.
Час вказано в EET/EEST (київський час) (місцевий час, якщо відрізняється, вказано в дужках).

## Розклад
Розклад матчів та жеребкувань наведено у таблиці (усі жеребкування проводяться у штаб-квартирі УЄФА у Ньйоні).
| Раунд         | Дата жеребкування | Перші матчі                               | Матчі-відповіді                           |
| ------------- | ----------------- | ----------------------------------------- | ----------------------------------------- |
| Стикові матчі | 7 листопада 2022  | 16 лютого 2023                            | 23 лютого 2023                            |
| 1/8 фіналу    | 24 лютого 2023    | 9 березня 2023                            | 16 березня 2023                           |
| 1/4 фіналу    | 17 березня 2023   | 13 квітня 2023                            | 20 квітня 2023                            |
| 1/2 фіналу    | 17 березня 2023   | 11 травня 2023                            | 18 травня 2023                            |
| Фінал         | 17 березня 2023   | 31 травня 2023 («Пушкаш Арена», Будапешт) | 31 травня 2023 («Пушкаш Арена», Будапешт) |

## Формат
Кожна зустріч у плей-оф, окрім фіналу, проходить у двоматчевому форматі — кожна команда грає один з двох матчів на домашньому стадіоні. Команда, яка забила більше голів за підсумком двох матчів, проходить до наступного етапу. Якщо загальний рахунок є рівним, команди грають додатковий час. Якщо по завершенню додаткового часу загальний рахунок залишається рівним, переможець визначається серією післяматчевих пенальті. У фіналі команди грають один матч. Якщо по завершенню основного часу у матчі нічия, команди грають додатковий час, після якого, якщо у матчі досі нічия, слідує серія пенальті.
Процедура жеребкування для кожного раунду виглядає наступним чином:
- У жеребкуванні стикових матчів 8 других місць групового етапу є сіяними, а 8 команд, що посіли третє місце в групах Ліги чемпіонів — несіяними. Сіяні команди грають з несіяними. Сіяна команда грає вдома у матчі-відповіді. Команди з однієї асоціації не можуть грати між собою.
- У жеребкуванні 1/8 фіналу 8 переможців груп є сіяними, а 8 команд, що посіли друге місце — несіяними. Сіяні команди грають з несіяними. Сіяна команда грає вдома у матчі-відповіді. Команди з однієї асоціації не можуть грати між собою.
- У жеребкуванні 1/4 фіналу та 1/2 фіналу немає сіяних та несіяних, а також відсутні обмеження, що накладалися в 1/8 фіналу, тобто будь-яка команда може грати з будь-якою іншою. Оскільки жеребкування 1/4 та 1/2 фіналу проводяться разом, не буде відомо, які з команд пройшли до 1/2 фіналу. Також жеребкуванням визначається, переможець якого з півфіналів буде номінальним «господарем» у фіналі (лише адміністративно, оскільки фінал проводиться на нейтральному стадіоні).

## Команди
У плей-оф беруть участь команди 24 команди, з яких 16 — команди, що посіли 1-е та 2-е місця у своїх групах групового етапу, а інші 8 — 3-і місця групового етапу Ліги чемпіонів.
| Група | 1-е місце (потрапляють до 1/8 фіналу як сіяні) | 2-е місце (потрапляють до стикових матчів як сіяні) |
| ----- | ---------------------------------------------- | --------------------------------------------------- |
| A     | Арсенал                                        | ПСВ                                                 |
| B     | Фенербахче                                     | Ренн                                                |
| C     | Реал Бетіс                                     | Рома                                                |
| D     | Уніон Сент-Жілуаз                              | Уніон Берлін                                        |
| E     | Реал Сосьєдад                                  | Манчестер Юнайтед                                   |
| F     | Феєнорд                                        | Мідтьюлланн                                         |
| G     | Фрайбург                                       | Нант                                                |
| H     | Ференцварош                                    | Монако                                              |

| Група | 3-е місце (потрапляють до стикових матчів як несіяні) |
| ----- | ----------------------------------------------------- |
| A     | Аякс                                                  |
| B     | Баєр 04                                               |
| C     | Барселона                                             |
| D     | Спортінг (Лісабон)                                    |
| E     | Ред Булл                                              |
| F     | Шахтар                                                |
| G     | Севілья                                               |
| H     | Ювентус                                               |

## Турнірна сітка
|  |                    |                    |                 |                 |                 |                           |                           |                   |                   |                 |                          |                 |  |  |                    |                    |            |            |            |  |  |            |            |            |            |            |  |  |       |       |       |
|  | Стикові матчі      | Стикові матчі      | Стикові матчі   | Стикові матчі   | Стикові матчі   |                           |                           | 1/8 фіналу        | 1/8 фіналу        | 1/8 фіналу      | 1/8 фіналу               | 1/8 фіналу      |  |  | 1/4 фіналу         | 1/4 фіналу         | 1/4 фіналу | 1/4 фіналу | 1/4 фіналу |  |  | 1/2 фіналу | 1/2 фіналу | 1/2 фіналу | 1/2 фіналу | 1/2 фіналу |  |  | Фінал | Фінал | Фінал |
|  | Стикові матчі      | Стикові матчі      | Стикові матчі   | Стикові матчі   | Стикові матчі   |                           |                           | 1/8 фіналу        | 1/8 фіналу        | 1/8 фіналу      | 1/8 фіналу               | 1/8 фіналу      |  |  | 1/4 фіналу         | 1/4 фіналу         | 1/4 фіналу | 1/4 фіналу | 1/4 фіналу |  |  | 1/2 фіналу | 1/2 фіналу | 1/2 фіналу | 1/2 фіналу | 1/2 фіналу |  |  | Фінал | Фінал | Фінал |
|  |                    |                    |                 |                 |                 | 9 та 16 березня           |                           |                   |                   |                 |                          |                 |  |  |                    |                    |            |            |            |  |  |            |            |            |            |            |  |  |       |       |       |
|  |                    |                    |                 |                 |                 |                           |                           |                   |                   |                 |                          |                 |  |  |                    |                    |            |            |            |  |  |            |            |            |            |            |  |  |       |       |       |
|  | 16 та 23 лютого    | 16 та 23 лютого    | 16 та 23 лютого | 16 та 23 лютого | 16 та 23 лютого | Ювентус                   | Ювентус                   | 1                 | 2                 | 3               |                          |                 |  |  |                    |                    |            |            |            |  |  |            |            |            |            |            |  |  |       |       |       |
|  | 16 та 23 лютого    | 16 та 23 лютого    | 16 та 23 лютого | 16 та 23 лютого | 16 та 23 лютого | Ювентус                   | Ювентус                   | 1                 | 2                 | 3               | 13 та 20 квітня          |                 |  |  |                    |                    |            |            |            |  |  |            |            |            |            |            |  |  |       |       |       |
|  | Ювентус            | Ювентус            | 1               | 3               | 4               |                           |                           | Фрайбург          | Фрайбург          | 0               | 0                        | 0               |  |  |                    |                    |            |            |            |  |  |            |            |            |            |            |  |  |       |       |       |
|  | Ювентус            | Ювентус            | 1               | 3               | 4               |                           |                           | Фрайбург          | Фрайбург          | 0               | 0                        | 0               |  |  | Ювентус            | Ювентус            | 1          | 1          | 2          |  |  |            |            |            |            |            |  |  |       |       |       |
|  | Нант               | Нант               | 1               | 0               | 1               |                           |                           | 9 та 16 березня   | 9 та 16 березня   | 9 та 16 березня | 9 та 16 березня          | 9 та 16 березня |  |  | Ювентус            | Ювентус            | 1          | 1          | 2          |  |  |            |            |            |            |            |  |  |       |       |       |
|  | Нант               | Нант               | 1               | 0               | 1               |                           |                           | 9 та 16 березня   | 9 та 16 березня   | 9 та 16 березня | 9 та 16 березня          | 9 та 16 березня |  |  | Спортінг (Лісабон) | Спортінг (Лісабон) | 0          | 1          | 1          |  |  |            |            |            |            |            |  |  |       |       |       |
|  | 16 та 23 лютого    | 16 та 23 лютого    | 16 та 23 лютого | 16 та 23 лютого | 16 та 23 лютого | Спортінг (Лісабон) (пен.) | Спортінг (Лісабон) (пен.) | 2                 | 1                 | 3 (5)           |                          |                 |  |  | Спортінг (Лісабон) | Спортінг (Лісабон) | 0          | 1          | 1          |  |  |            |            |            |            |            |  |  |       |       |       |
|  | 16 та 23 лютого    | 16 та 23 лютого    | 16 та 23 лютого | 16 та 23 лютого | 16 та 23 лютого | Спортінг (Лісабон) (пен.) | Спортінг (Лісабон) (пен.) | 2                 | 1                 | 3 (5)           | 11 та 18 травня          |                 |  |  |                    |                    |            |            |            |  |  |            |            |            |            |            |  |  |       |       |       |
|  | Спортінг (Лісабон) | Спортінг (Лісабон) | 1               | 4               | 5               |                           |                           | Арсенал           | Арсенал           | 2               | 1                        | 3 (3)           |  |  |                    |                    |            |            |            |  |  |            |            |            |            |            |  |  |       |       |       |
|  | Спортінг (Лісабон) | Спортінг (Лісабон) | 1               | 4               | 5               |                           |                           | Арсенал           | Арсенал           | 2               | 1                        | 3 (3)           |  |  | Ювентус            | Ювентус            | 1          | 1          | 2          |  |  |            |            |            |            |            |  |  |       |       |       |
|  | Мідтьюлланн        | Мідтьюлланн        | 1               | 0               | 1               |                           |                           | 9 та 16 березня   | 9 та 16 березня   | 9 та 16 березня | 9 та 16 березня          | 9 та 16 березня |  |  |                    |                    |            | 1          | 2          |  |  |            |            |            |            |            |  |  |       |       |       |
|  | Мідтьюлланн        | Мідтьюлланн        | 1               | 0               | 1               |                           |                           | 9 та 16 березня   | 9 та 16 березня   | 9 та 16 березня | 9 та 16 березня          | 9 та 16 березня |  |  | Севілья (дч)       | Севілья (дч)       | 1          | 2          | 3          |  |  |            |            |            |            |            |  |  |       |       |       |
|  | 16 та 23 лютого    | 16 та 23 лютого    | 16 та 23 лютого | 16 та 23 лютого | 16 та 23 лютого | Манчестер Юнайтед         | Манчестер Юнайтед         | 4                 | 1                 | 5               |                          |                 |  |  |                    | Севілья (дч)       | 1          | 2          | 3          |  |  |            |            |            |            |            |  |  |       |       |       |
|  | 16 та 23 лютого    | 16 та 23 лютого    | 16 та 23 лютого | 16 та 23 лютого | 16 та 23 лютого | Манчестер Юнайтед         | Манчестер Юнайтед         | 4                 | 1                 | 5               | 13 та 20 квітня          |                 |  |  |                    |                    |            |            |            |  |  |            |            |            |            |            |  |  |       |       |       |
|  | Барселона          | Барселона          | 2               | 1               | 3               |                           |                           | Реал Бетіс        | Реал Бетіс        | 1               | 0                        | 1               |  |  |                    |                    |            |            |            |  |  |            |            |            |            |            |  |  |       |       |       |
|  | Барселона          | Барселона          | 2               | 1               | 3               |                           |                           | Реал Бетіс        | Реал Бетіс        | 1               | 0                        | 1               |  |  | Манчестер Юнайтед  | Манчестер Юнайтед  | 2          | 0          | 2          |  |  |            |            |            |            |            |  |  |       |       |       |
|  | Манчестер Юнайтед  | Манчестер Юнайтед  | 2               | 2               | 4               |                           |                           | 9 та 16 березня   | 9 та 16 березня   | 9 та 16 березня | 9 та 16 березня          | 9 та 16 березня |  |  | Манчестер Юнайтед  | Манчестер Юнайтед  | 2          | 0          | 2          |  |  |            |            |            |            |            |  |  |       |       |       |
|  | Манчестер Юнайтед  | Манчестер Юнайтед  | 2               | 2               | 4               |                           |                           | 9 та 16 березня   | 9 та 16 березня   | 9 та 16 березня | 9 та 16 березня          | 9 та 16 березня |  |  | Севілья            | Севілья            | 2          | 3          | 5          |  |  |            |            |            |            |            |  |  |       |       |       |
|  | 16 та 23 лютого    | 16 та 23 лютого    | 16 та 23 лютого | 16 та 23 лютого | 16 та 23 лютого | Севілья                   | Севілья                   | 2                 | 0                 | 2               |                          |                 |  |  | Севілья            | Севілья            | 2          | 3          | 5          |  |  |            |            |            |            |            |  |  |       |       |       |
|  | 16 та 23 лютого    | 16 та 23 лютого    | 16 та 23 лютого | 16 та 23 лютого | 16 та 23 лютого | Севілья                   | Севілья                   | 2                 | 0                 | 2               | 31 травня – Пушкаш-Арена |                 |  |  |                    |                    |            |            |            |  |  |            |            |            |            |            |  |  |       |       |       |
|  | Севілья            | Севілья            | 3               | 0               | 3               |                           |                           | Фенербахче        | Фенербахче        | 0               | 1                        | 1               |  |  |                    |                    |            |            |            |  |  |            |            |            |            |            |  |  |       |       |       |
|  | Севілья            | Севілья            | 3               | 0               | 3               |                           |                           | Фенербахче        | Фенербахче        | 0               | 1                        | 1               |  |  | Севілья (пен.)     | Севілья (пен.)     | 1 (4)      |            |            |  |  |            |            |            |            |            |  |  |       |       |       |
|  | ПСВ                | ПСВ                | 0               | 2               | 2               |                           |                           | 9 та 16 березня   | 9 та 16 березня   | 9 та 16 березня | 9 та 16 березня          | 9 та 16 березня |  |  |                    |                    |            |            |            |  |  |            |            |            |            |            |  |  |       |       |       |
|  | ПСВ                | ПСВ                | 0               | 2               | 2               |                           |                           | 9 та 16 березня   | 9 та 16 березня   | 9 та 16 березня | 9 та 16 березня          | 9 та 16 березня |  |  | Рома               | Рома               | 1 (1)      |            |            |  |  |            |            |            |            |            |  |  |       |       |       |
|  | 16 та 23 лютого    | 16 та 23 лютого    | 16 та 23 лютого | 16 та 23 лютого | 16 та 23 лютого | Шахтар                    | Шахтар                    | 1                 | 1                 | 2               |                          |                 |  |  |                    | Рома               | 1 (1)      |            |            |  |  |            |            |            |            |            |  |  |       |       |       |
|  | 16 та 23 лютого    | 16 та 23 лютого    | 16 та 23 лютого | 16 та 23 лютого | 16 та 23 лютого | Шахтар                    | Шахтар                    | 1                 | 1                 | 2               | 13 та 20 квітня          |                 |  |  |                    |                    |            |            |            |  |  |            |            |            |            |            |  |  |       |       |       |
|  | Шахтар (пен.)      | Шахтар (пен.)      | 2               | 1               | 3 (5)           |                           |                           | Феєнорд           | Феєнорд           | 1               | 7                        | 8               |  |  |                    |                    |            |            |            |  |  |            |            |            |            |            |  |  |       |       |       |
|  | Шахтар (пен.)      | Шахтар (пен.)      | 2               | 1               | 3 (5)           |                           |                           | Феєнорд           | Феєнорд           | 1               | 7                        | 8               |  |  | Феєнорд            | Феєнорд            | 1          | 1          | 2          |  |  |            |            |            |            |            |  |  |       |       |       |
|  | Ренн               | Ренн               | 1               | 2               | 3 (4)           |                           |                           | 9 та 16 березня   | 9 та 16 березня   | 9 та 16 березня | 9 та 16 березня          | 9 та 16 березня |  |  | Феєнорд            | Феєнорд            | 1          | 1          | 2          |  |  |            |            |            |            |            |  |  |       |       |       |
|  | Ренн               | Ренн               | 1               | 2               | 3 (4)           |                           |                           | 9 та 16 березня   | 9 та 16 березня   | 9 та 16 березня | 9 та 16 березня          | 9 та 16 березня |  |  | Рома (дч)          | Рома (дч)          | 0          | 4          | 4          |  |  |            |            |            |            |            |  |  |       |       |       |
|  | 16 та 23 лютого    | 16 та 23 лютого    | 16 та 23 лютого | 16 та 23 лютого | 16 та 23 лютого | Рома                      | Рома                      | 2                 | 0                 | 2               |                          |                 |  |  | Рома (дч)          | Рома (дч)          | 0          | 4          | 4          |  |  |            |            |            |            |            |  |  |       |       |       |
|  | 16 та 23 лютого    | 16 та 23 лютого    | 16 та 23 лютого | 16 та 23 лютого | 16 та 23 лютого | Рома                      | Рома                      | 2                 | 0                 | 2               | 11 та 18 травня          |                 |  |  |                    |                    |            |            |            |  |  |            |            |            |            |            |  |  |       |       |       |
|  | Ред Булл           | Ред Булл           | 1               | 0               | 1               |                           |                           | Реал Сосьєдад     | Реал Сосьєдад     | 0               | 0                        | 0               |  |  |                    |                    |            |            |            |  |  |            |            |            |            |            |  |  |       |       |       |
|  | Ред Булл           | Ред Булл           | 1               | 0               | 1               |                           |                           | Реал Сосьєдад     | Реал Сосьєдад     | 0               | 0                        | 0               |  |  | Рома               | Рома               | 1          | 0          | 1          |  |  |            |            |            |            |            |  |  |       |       |       |
|  | Рома               | Рома               | 0               | 2               | 2               |                           |                           | 9 та 16 березня   | 9 та 16 березня   | 9 та 16 березня | 9 та 16 березня          | 9 та 16 березня |  |  |                    |                    |            | 0          | 1          |  |  |            |            |            |            |            |  |  |       |       |       |
|  | Рома               | Рома               | 0               | 2               | 2               |                           |                           | 9 та 16 березня   | 9 та 16 березня   | 9 та 16 березня | 9 та 16 березня          | 9 та 16 березня |  |  | Баєр 04            | Баєр 04            | 0          | 0          | 0          |  |  |            |            |            |            |            |  |  |       |       |       |
|  | 16 та 23 лютого    | 16 та 23 лютого    | 16 та 23 лютого | 16 та 23 лютого | 16 та 23 лютого | Баєр 04                   | Баєр 04                   | 2                 | 2                 | 4               |                          |                 |  |  |                    | Баєр 04            | 0          | 0          | 0          |  |  |            |            |            |            |            |  |  |       |       |       |
|  | 16 та 23 лютого    | 16 та 23 лютого    | 16 та 23 лютого | 16 та 23 лютого | 16 та 23 лютого | Баєр 04                   | Баєр 04                   | 2                 | 2                 | 4               | 13 та 20 квітня          |                 |  |  |                    |                    |            |            |            |  |  |            |            |            |            |            |  |  |       |       |       |
|  | Баєр 04 (пен.)     | Баєр 04 (пен.)     | 2               | 3               | 5 (5)           |                           |                           | Ференцварош       | Ференцварош       | 0               | 0                        | 0               |  |  |                    |                    |            |            |            |  |  |            |            |            |            |            |  |  |       |       |       |
|  | Баєр 04 (пен.)     | Баєр 04 (пен.)     | 2               | 3               | 5 (5)           |                           |                           | Ференцварош       | Ференцварош       | 0               | 0                        | 0               |  |  | Баєр 04            | Баєр 04            | 1          | 4          | 5          |  |  |            |            |            |            |            |  |  |       |       |       |
|  | Монако             | Монако             | 3               | 2               | 5 (3)           |                           |                           | 9 та 16 березня   | 9 та 16 березня   | 9 та 16 березня | 9 та 16 березня          | 9 та 16 березня |  |  | Баєр 04            | Баєр 04            | 1          | 4          | 5          |  |  |            |            |            |            |            |  |  |       |       |       |
|  | Монако             | Монако             | 3               | 2               | 5 (3)           |                           |                           | 9 та 16 березня   | 9 та 16 березня   | 9 та 16 березня | 9 та 16 березня          | 9 та 16 березня |  |  | Уніон Сент-Жілуаз  | Уніон Сент-Жілуаз  | 1          | 1          | 2          |  |  |            |            |            |            |            |  |  |       |       |       |
|  | 16 та 23 лютого    | 16 та 23 лютого    | 16 та 23 лютого | 16 та 23 лютого | 16 та 23 лютого | Уніон Берлін              | Уніон Берлін              | 3                 | 0                 | 3               |                          |                 |  |  | Уніон Сент-Жілуаз  | Уніон Сент-Жілуаз  | 1          | 1          | 2          |  |  |            |            |            |            |            |  |  |       |       |       |
|  | 16 та 23 лютого    | 16 та 23 лютого    | 16 та 23 лютого | 16 та 23 лютого | 16 та 23 лютого | Уніон Берлін              | Уніон Берлін              | 3                 | 0                 | 3               |                          |                 |  |  |                    |                    |            |            |            |  |  |            |            |            |            |            |  |  |       |       |       |
|  | Аякс               | Аякс               | 0               | 1               | 1               |                           |                           | Уніон Сент-Жілуаз | Уніон Сент-Жілуаз | 3               | 3                        | 6               |  |  |                    |                    |            |            |            |  |  |            |            |            |            |            |  |  |       |       |       |
|  | Аякс               | Аякс               | 0               | 1               | 1               |                           |                           | Уніон Сент-Жілуаз | Уніон Сент-Жілуаз | 3               | 3                        | 6               |  |  |                    |                    |            |            |            |  |  |            |            |            |            |            |  |  |       |       |       |
|  | Уніон Берлін       | Уніон Берлін       | 0               | 3               | 3               |                           |                           |                   |                   |                 |                          |                 |  |  |                    |                    |            |            |            |  |  |            |            |            |            |            |  |  |       |       |       |
|  | Уніон Берлін       | Уніон Берлін       | 0               | 3               | 3               |                           |                           |                   |                   |                 |                          |                 |  |  |                    |                    |            |            |            |  |  |            |            |            |            |            |  |  |       |       |       |

## Стикові матчі
Жеребкування відбулося 7 листопада 2022 року о 14:00 (13:00 CET) у  Ньйоні.

### Результати
Перші матчі відбулися 16 лютого 2023 року, а матчі-відповіді — 23 лютого.
| Команда 1          | Заг.           | Команда 2         | 1-й матч | 2-й матч |
| ------------------ | -------------- | ----------------- | -------- | -------- |
| Барселона          | 3:4            | Манчестер Юнайтед | 2:2      | 1:2      |
| Ювентус            | 4:1            | Нант              | 1:1      | 3:0      |
| Спортінг (Лісабон) | 5:1            | Мідтьюлланн       | 1:1      | 4:0      |
| Шахтар             | 3:3 (пен. 5:4) | Ренн              | 2:1      | 1:2 (дч) |
| Аякс               | 1:3            | Уніон Берлін      | 0:0      | 1:3      |
| Баєр 04            | 5:5 (пен. 5:3) | Монако            | 2:3      | 3:2 (дч) |
| Севілья            | 3:2            | ПСВ               | 3:0      | 0:2      |
| Ред Булл           | 1:2            | Рома              | 1:0      | 0:2      |

| 16 лютого 2023 19:45 (18:45 CET) |

| Барселона                  | 2:2      | Манчестер Юнайтед              |
| -------------------------- | -------- | ------------------------------ |
| - Алонсо 50' - Рафінья 76' | Протокол | - Рашфорд 53' - Кунде 59' (аг) |

| Камп Ноу, Барселона Глядачів: 90 225 Арбітр: Мауріціо Маріані (Італія) |

| 23 лютого 2023 22:00 (20:00 GMT) |

| Манчестер Юнайтед       | 2:1      | Барселона                  |
| ----------------------- | -------- | -------------------------- |
| - Фред 47' - Антоні 73' | Протокол | - Левандовський 18' (пен.) |

| Олд Траффорд, Манчестер Глядачів: 73 021 Арбітр: Клеман Тюрпен (Франція) |

| 16 лютого 2023 22:00 (21:00 CET) |

| Ювентус        | 1:1      | Нант      |
| -------------- | -------- | --------- |
| - Влахович 13' | Протокол | - Бла 60' |

| Ювентус Стедіум, Турин Глядачів: 41 019 Арбітр: Жуан Піньєйру (Португалія) |

| 23 лютого 2023 19:45 (19:45 CET) |

| Нант | 0:3      | Ювентус                        |
| ---- | -------- | ------------------------------ |
|      | Протокол | - Ді Марія 5', 20' (пен.), 78' |

| Стад де ла Божуар, Нант Глядачів: 44 000 Арбітр: Хосе Марія Санчес (Іспанія) |

| 16 лютого 2023 22:00 (20:00 WET) |

| Спортінг (Лісабон) | 1:1      | Мідтьюлланн |
| ------------------ | -------- | ----------- |
| - Коатес 90+4'     | Протокол | - Ашур 77'  |

| Жозе Алваладе, Лісабон Глядачів: 23 279 Арбітр: Франсуа Летексьє (Франція) |

| 23 лютого 2023 19:45 (18:45 CET) |

| Мідтьюлланн | 0:4      | Спортінг (Лісабон)                                            |
| ----------- | -------- | ------------------------------------------------------------- |
|             | Протокол | - Коатес 21' - Педру Гонсалвіш 50', 77' - Гартенманн 85' (аг) |

| MCH Арена, Гернінг Глядачів: 9 576 Арбітр: Іван Кружляк (Словаччина) |

| 16 лютого 2023 19:45 (18:45 CET) |

| Шахтар                                   | 2:1      | Ренн              |
| ---------------------------------------- | -------- | ----------------- |
| - Криськів 11' - Бондаренко 45+1' (пен.) | Протокол | - Токо Екамбі 59' |

| Стадіон Війська Польського, Варшава Глядачів: 13 415 Арбітр: Ірфан Пельто (Боснія і Герцеговина) |

| 23 лютого 2023 22:00 (21:00 CET) |

| Ренн                                                     | 2:1 (дч) | Шахтар                                                               |
| -------------------------------------------------------- | -------- | -------------------------------------------------------------------- |
| - Токо Екамбі 52' - Салах 106'                           | Протокол | - Белосьян 119' (аг)                                                 |
|                                                          | Пенальті |                                                                      |
| - Д. Дуе - Доку - Мелінг - Гуїрі - Те - Омарі - Угочукву | 4:5      | - Назарина - Судаков - Бондаренко - Бондар - Сікан - Конопля - Келсі |

| Руазон-Парк, Ренн Глядачів: 27 781 Арбітр: Тобіас Штілер (Німеччина) |

| 16 лютого 2023 19:45 (18:45 CET) |

| Аякс | 0:0      | Уніон Берлін |
| ---- | -------- | ------------ |
|      | Протокол |              |

| Йоган Кройф Арена, Амстердам Глядачів: 54 322 Арбітр: Халіл Умут Мелер (Туреччина) |

| 23 лютого 2023 22:00 (21:00 CET) |

| Уніон Берлін                                 | 3:1      | Аякс        |
| -------------------------------------------- | -------- | ----------- |
| - Кнохе 20' (пен.) - Юранович 44' - Дукі 50' | Протокол | - Кудус 47' |

| Штадіон ан дер Альтен Форштерай, Берлін Глядачів: 21 800 Арбітр: Рікардо де Бургос (Іспанія) |

| 16 лютого 2023 22:00 (21:00 CET) |

| Баєр 04                 | 2:3      | Монако                                           |
| ----------------------- | -------- | ------------------------------------------------ |
| - Діабі 48' - Віртц 59' | Протокол | - Градецький 9' (аг) - Діатта 74' - Дісасі 90+2' |

| БайАрена, Леверкузен Глядачів: 27 864 Арбітр: Орел Грінфельд (Ізраїль) |

| 23 лютого 2023 19:45 (18:45 CET) |

| Монако                               | 2:3 (дч) | Баєр 04                                 |
| ------------------------------------ | -------- | --------------------------------------- |
| - Бен Єддер 19' (пен.) - Емболо 84'  | Протокол | - Віртц 13' - Паласіос 21' - Адлі 58'   |
|                                      | Пенальті |                                         |
| - Дісасі - Матазо - Емболо - Фолланд | 3:5      | - Азмун - Амірі - Тапсоба - Шик - Діабі |

| Стадіон Луї II, Монако Глядачів: 8 504 Арбітр: Алехандро Ернандес (Іспанія) |

| 16 лютого 2023 22:00 (21:00 CET) |

| Севілья                                      | 3:0      | ПСВ |
| -------------------------------------------- | -------- | --- |
| - Ен-Несірі 45+2' - Окампос 50' - Гудель 55' | Протокол |     |

| Рамон Санчес Пісхуан, Севілья Глядачів: 29 593 Арбітр: Раду Петреску (Румунія) |

| 23 лютого 2023 19:45 (18:45 CET) |

| ПСВ                                  | 2:0      | Севілья |
| ------------------------------------ | -------- | ------- |
| - Л. де Йонг 77' - Фабіу Сілва 90+5' | Протокол |         |

| Філіпс, Ейндговен Глядачів: 34 000 Арбітр: Даніеле Орсато (Італія) |

| 16 лютого 2023 19:45 (19:45 CET) |

| Ред Булл       | 1:0      | Рома |
| -------------- | -------- | ---- |
| - Капальдо 88' | Протокол |      |

| Ред Булл Арена, Зальцбург Глядачів: 29 520 Арбітр: Гленн Нюберг (Швеція) |

| 23 лютого 2023 22:00 (21:00 CET) |

| Рома                       | 2:0      | Ред Булл |
| -------------------------- | -------- | -------- |
| - Белотті 33' - Дибала 40' | Протокол |          |

| Олімпійський, Рим Глядачів: 62 593 Арбітр: Славко Винчич (Словенія) |

## 1/8 фіналу
Жеребкування відбулося 24 лютого 2023 року о 13:00 (12:00 CET) у  Ньйоні.

### Результати
Перші матчі відбулися 9 березня 2023 року, а матчі-відповіді — 16 березня.
| Команда 1          | Заг.           | Команда 2         | 1-й матч | 2-й матч |
| ------------------ | -------------- | ----------------- | -------- | -------- |
| Уніон Берлін       | 3:6            | Уніон Сент-Жілуаз | 3:3      | 0:3      |
| Севілья            | 2:1            | Фенербахче        | 2:0      | 0:1      |
| Ювентус            | 3:0            | Фрайбург          | 1:0      | 2:0      |
| Баєр 04            | 4:0            | Ференцварош       | 2:0      | 2:0      |
| Спортінг (Лісабон) | 3:3 (пен. 5:3) | Арсенал           | 2:2      | 1:1 (дч) |
| Манчестер Юнайтед  | 5:1            | Реал Бетіс        | 4:1      | 1:0      |
| Рома               | 2:0            | Реал Сосьєдад     | 2:0      | 0:0      |
| Шахтар             | 2:8            | Феєнорд           | 1:1      | 1:7      |

| 9 березня 2023 19:45 (18:45 CET) |

| Уніон Берлін                            | 3:3      | Уніон Сент-Жілуаз                  |
| --------------------------------------- | -------- | ---------------------------------- |
| - Юранович 42' - Кнохе 69' - Міхель 89' | Протокол | - Боніфас 28', 72' - Вертессен 58' |

| Штадіон ан дер Альтен Форштерай, Берлін Глядачів: 21 605 Арбітр: Орел Грінфельд (Ізраїль) |

| 16 березня 2023 22:00 (21:00 CET) |

| Уніон Сент-Жілуаз                        | 3:0      | Уніон Берлін |
| ---------------------------------------- | -------- | ------------ |
| - Теума 18' - Амані 63' - Лапуссен 90+4' | Протокол |              |

| Констант Ванден Сток, Брюссель Глядачів: 15 681 Арбітр: Хосе Марія Санчес Мартінес (Іспанія) |

| 9 березня 2023 22:00 (21:00 CET) |

| Севілья                   | 2:0      | Фенербахче |
| ------------------------- | -------- | ---------- |
| - Жордан 56' - Ламела 85' | Протокол |            |

| Рамон Санчес Пісхуан, Севілья Глядачів: 24 480 Арбітр: Франсуа Летексьє (Франція) |

| 16 березня 2023 19:45 (20:45 TRT) |

| Фенербахче            | 1:0      | Севілья |
| --------------------- | -------- | ------- |
| - Валенсія 41' (пен.) | Протокол |         |

| Шюкрю Сараджоглу, Стамбул Глядачів: 44 775 Арбітр: Майкл Олівер (Англія) |

| 9 березня 2023 22:00 (21:00 CET) |

| Ювентус        | 1:0      | Фрайбург |
| -------------- | -------- | -------- |
| - Ді Марія 53' | Протокол |          |

| Ювентус Стедіум, Турин Глядачів: 37 474 Арбітр: Анастасіос Сідіропулос (Греція) |

| 16 березня 2023 19:45 (18:45 CET) |

| Фрайбург | 0:2      | Ювентус                             |
| -------- | -------- | ----------------------------------- |
|          | Протокол | - Влахович 45' (пен.) - К'єза 90+5' |

| Ойропа-Парк-Штадіон, Фрайбург Глядачів: 33 420 Арбітр: Сердар Гезюбююк (Нідерланди) |

| 9 березня 2023 19:45 (18:45 CET) |

| Баєр 04                      | 2:0      | Ференцварош |
| ---------------------------- | -------- | ----------- |
| - Демірбай 10' - Тапсоба 86' | Протокол |             |

| БайАрена, Леверкузен Глядачів: 25 001 Арбітр: Давіде Масса (Італія) |

| 16 березня 2023 22:00 (21:00 CET) |

| Ференцварош | 0:2      | Баєр 04               |
| ----------- | -------- | --------------------- |
|             | Протокол | - Діабі 3' - Адлі 81' |

| Пушкаш-Арена, Будапешт Глядачів: 50 675 Арбітр: Артур Діаш (Португалія) |

| 9 березня 2023 19:45 (17:45 WET) |

| Спортінг (Лісабон)                  | 2:2      | Арсенал                        |
| ----------------------------------- | -------- | ------------------------------ |
| - Гонсалу Інасіу 34' - Паулінью 55' | Протокол | - Саліба 22' - Моріта 62' (аг) |

| Жозе Алваладе, Лісабон Глядачів: 36 006 Арбітр: Тобіас Штілер (Німеччина) |

| 16 березня 2023 22:00 (20:00 GMT) |

| Арсенал                                | 1:1 (дч) | Спортінг (Лісабон)                                                      |
| -------------------------------------- | -------- | ----------------------------------------------------------------------- |
| - Джака 19'                            | Протокол | - Педру Гонсалвіш 62'                                                   |
|                                        | Пенальті |                                                                         |
| - Едегор - Сака - Троссар - Мартінеллі | 3:5      | - Сен Жюст - Рікарду Ешгаю - Гонсалу Інасіу - Артур Гомес - Нуну Сантуш |

| Емірейтс, Лондон Глядачів: 59 929 Арбітр: Антоніо Матео Лаос (Іспанія) |

| 9 березня 2023 22:00 (20:00 GMT) |

| Манчестер Юнайтед                                              | 4:1      | Реал Бетіс  |
| -------------------------------------------------------------- | -------- | ----------- |
| - Рашфорд 6' - Антоні 52' - Бруну Фернандеш 58' - Веггорст 84' | Протокол | - Перес 32' |

| Олд Траффорд, Манчестер Глядачів: 72 998 Арбітр: Даніель Зіберт (Німеччина) |

| 16 березня 2023 19:45 (18:45 CET) |

| Реал Бетіс | 0:1      | Манчестер Юнайтед |
| ---------- | -------- | ----------------- |
|            | Протокол | - Рашфорд 56'     |

| Естадіо Беніто Вільямарін, Севілья Глядачів: 54 643 Арбітр: Срджан Йованович (Сербія) |

| 9 березня 2023 19:45 (18:45 CET) |

| Рома                             | 2:0      | Реал Сосьєдад |
| -------------------------------- | -------- | ------------- |
| - Ель-Шаараві 13' - Кумбулла 87' | Протокол |               |

| Олімпійський, Рим Глядачів: 61 608 Арбітр: Сандро Шерер (Швейцарія) |

| 16 березня 2023 22:00 (21:00 CET) |

| Реал Сосьєдад | 0:0      | Рома |
| ------------- | -------- | ---- |
|               | Протокол |      |

| Аноета, Сан-Себастьян Глядачів: 35 054 Арбітр: Іштван Ковач (Румунія) |

| 9 березня 2023 22:00 (21:00 CET) |

| Шахтар          | 1:1      | Феєнорд        |
| --------------- | -------- | -------------- |
| - Ракіцький 79' | Протокол | - Бульяуде 88' |

| Стадіон Війська Польського, Варшава Глядачів: 17 423 Арбітр: Іван Кружляк (Словаччина) |

| 16 березня 2023 19:45 (18:45 CET) |

| Феєнорд                                                                                       | 7:1      | Шахтар      |
| --------------------------------------------------------------------------------------------- | -------- | ----------- |
| - Хіменес 9' - Кекчю 24', 38' (пен.) - Ідріссі 49', 60' - Джаганбахш 64' - Даніло Перейра 67' | Протокол | - Келсі 87' |

| Де Кейп, Роттердам Глядачів: 37 500 Арбітр: Хесус Хіль Мансано (Іспанія) |

## 1/4 фіналу
Жеребкування відбулося 17 березня 2023 року о 14:00 (13:00 CET) у  Ньйоні.

### Результати
Перші матчі відбулися 13 квітня 2023 року, а матчі-відповіді — 20 квітня.
| Команда 1         | Заг. | Команда 2          | 1-й матч | 2-й матч |
| ----------------- | ---- | ------------------ | -------- | -------- |
| Манчестер Юнайтед | 2:5  | Севілья            | 2:2      | 0:3      |
| Ювентус           | 2:1  | Спортінг (Лісабон) | 1:0      | 1:1      |
| Баєр 04           | 5:2  | Уніон Сент-Жілуаз  | 1:1      | 4:1      |
| Феєнорд           | 2:4  | Рома               | 1:0      | 1:4 (дч) |

| 13 квітня 2023 22:00 (20:00 BST) |

| Манчестер Юнайтед   | 2:2      | Севілья                                 |
| ------------------- | -------- | --------------------------------------- |
| - Забітцер 14', 21' | Протокол | - Маласія 84' (аг) - Магвайр 90+2' (аг) |

| Олд Траффорд, Манчестер Глядачів: 72 825 Арбітр: Фелікс Цваєр (Німеччина) |

| 20 квітня 2023 22:00 (21:00 CEST) |

| Севілья                        | 3:0      | Манчестер Юнайтед |
| ------------------------------ | -------- | ----------------- |
| - Ен-Несірі 8', 81' - Баде 47' | Протокол |                   |

| Рамон Санчес Пісхуан, Севілья Арбітр: Артур Діаш (Португалія) |

| 13 квітня 2023 22:00 (21:00 CEST) |

| Ювентус     | 1:0      | Спортінг (Лісабон) |
| ----------- | -------- | ------------------ |
| - Гатті 73' | Протокол |                    |

| Ювентус Стедіум, Турин Глядачів: 38 490 Арбітр: Халіл Умут Мелер (Туреччина) |

| 20 квітня 2023 22:00 (20:00 WEST) |

| Спортінг (Лісабон)   | 1:1      | Ювентус    |
| -------------------- | -------- | ---------- |
| - Едвардс 20' (пен.) | Протокол | - Рабйо 9' |

| Жозе Алваладе, Лісабон Арбітр: Франсуа Летексьє (Франція) |

| 13 квітня 2023 22:00 (21:00 CEST) |

| Баєр 04     | 1:1      | Уніон Сент-Жілуаз |
| ----------- | -------- | ----------------- |
| - Віртц 82' | Протокол | - Боніфас 51'     |

| БайАрена, Леверкузен Глядачів: 30 210 Арбітр: Іван Кружляк (Словаччина) |

| 20 квітня 2023 22:00 (21:00 CEST) |

| Уніон Сент-Жілуаз | 1:4      | Баєр 04                                             |
| ----------------- | -------- | --------------------------------------------------- |
| - Терго 64'       | Протокол | - Діабі 2' - Баккер 38' - Фрімпонг 60' - Гложек 79' |

| Констант Ванден Сток, Брюссель Арбітр: Антоніо Матео Лаос (Іспанія) |

| 13 квітня 2023 19:45 (18:45 CEST) |

| Феєнорд      | 1:0      | Рома |
| ------------ | -------- | ---- |
| - Віффер 53' | Протокол |      |

| Де Кейп, Роттердам Глядачів: 42 690 Арбітр: Хосе Марія Санчес (Іспанія) |

| 20 квітня 2023 22:00 (21:00 CEST) |

| Рома                                                               | 4:1 (дч) | Феєнорд      |
| ------------------------------------------------------------------ | -------- | ------------ |
| - Спінаццола 60' - Дибала 89' - Ель-Шаараві 101' - Пеллегріні 108' | Протокол | - Пайшан 80' |

| Олімпійський, Рим Арбітр: Ентоні Тейлор (Англія) |

## 1/2 фіналу
Жеребкування відбулося 17 березня 2023 року о 14:00 (13:00 CET) у  Ньйоні. 

### Результати
Перші матчі відбулися 11 травня 2023 року, а матчі-відповіді — 18 травня 2023 року.
| Команда 1 | Заг. | Команда 2 | 1-й матч | 2-й матч |
| --------- | ---- | --------- | -------- | -------- |
| Ювентус   | 2:3  | Севілья   | 1:1      | 1:2 (дч) |
| Рома      | 1:0  | Баєр 04   | 1:0      | 0:0      |

| 11 травня 2023 22:00 (21:00 CEST) |

| Ювентус       | 1:1      | Севілья         |
| ------------- | -------- | --------------- |
| - Гатті 90+7' | Протокол | - Ен-Несірі 26' |

| Ювентус Стедіум, Турин Глядачів: 34 816 Арбітр: Даніель Зіберт (Німеччина) |

| 18 травня 2023 22:00 (21:00 CEST) |

| Севілья                 | 2:1 (дч) | Ювентус        |
| ----------------------- | -------- | -------------- |
| - Сусо 71' - Ламела 95' | Протокол | - Влахович 65' |

| Рамон Санчес Пісхуан, Севілья Глядачів: 42 186 Арбітр: Данні Маккелі (Нідерланди) |

| 11 травня 2023 22:00 (21:00 CEST) |

| Рома       | 1:0      | Баєр 04 |
| ---------- | -------- | ------- |
| - Бове 63' | Протокол |         |

| Олімпійський, Рим Глядачів: 63 123 Арбітр: Майкл Олівер (Англія) |

| 18 травня 2023 22:00 (21:00 CEST) |

| Баєр 04 | 0:0      | Рома |
| ------- | -------- | ---- |
|         | Протокол |      |

| БайАрена, Леверкузен Глядачів: 30 210 Арбітр: Славко Винчич (Словенія) |

## Фінал
Фінал пройшов 31 травня 2023 року на «Пушкаш-Арені» у Будапешті. 17 березня 2023, одразу після жеребкування 1/4 та 1/2 фіналу, було проведено жеребкування для визначення адміністративного (номінального) «господаря» матчу.
| 31 травня 2023 22:00 (21:00 CEST) |

| Севілья                                 | 1:1      | Рома                            |
| --------------------------------------- | -------- | ------------------------------- |
| - Манчіні 55' (аг)                      | Протокол | - Дибала 35'                    |
|                                         | Пенальті |                                 |
| - Окампос - Ламела - Ракитич - Монтьєль | 4:1      | - Крістанте - Манчіні - Ібаньєс |

| Пушкаш Арена, Будапешт Глядачів: 61 476 Арбітр: Ентоні Тейлор (Англія) |

## Позначки
1. ↑  Для матчів до 26 березня 2023 (стикові матчі та 1/8 фіналу) — EET (UTC+2), а для решти матчів (1/4, 1/2 фіналу та фінал) — EEST (UTC+3).
2. 1 2  Через російське вторгнення, українські клуби грають домашні матчі на нейтральному полі. Тому домашні матчі Шахтаря  проводять на стадіоні Війська Польського у Варшаві (Польща) замість їх домашнього стадіону ‒ Донбас Арена у Донецьку.
3. 1 2  Домашні матчі Уніон Сент-Жілуазу пройшли на стадіоні Констант Ванден Сток у Брюсселі (Бельгія), оскільки їх домашній стадіон — Джозеф Марієн у Брюсселі — не відповідає вимогам УЄФА.
4. ↑  Домашній матч Ференцварошу відбувся на Пушкаш Арені у Будапешті (Угорщина) замість їх домашнього стадіону — Групама Арена у Будапешті.